# Anevrina thoracica
Anevrina thoracica es una especie de mosquito del género Anevrina, de la familia Phoridae, orden Diptera. Fue descrita por Meigen en 1804.
Mide aproximadamente 2-5,5 mm de longitud. Se distribuye por Estados Unidos, Países Bajos, Alemania, Bélgica, Noruega, Reino Unido, Suecia, Finlandia, Canadá, Polonia, Japón y Eslovaquia.